# Všetaty (Rakovníki járás)
Všetaty település Csehországban, Rakovníki járásban. Všetaty Pavlíkov, Velká Buková és Lašovice településekkel határos. Lakosainak száma 320 fő (2024. január 1.).

## Népesség
A település lakosságának változását az alábbi diagram mutatja:
| Lakosok száma | 498  | 541  | 588  | 368  | 339  | 311  | 313  | 305  | 318  | 320  |
|               | 1869 | 1890 | 1921 | 1950 | 1980 | 2001 | 2017 | 2019 | 2022 | 2024 |